# فيسنتي تن
فيسنتي تن هو سياسي إسباني، ولد في 19 أبريل 1966. نشط حزبياً في مواطنون.